# Ruben Boumtje-Boumtje
Ruben Bertrand Boumtje-Boumtje (Édéa, 20 maggio 1978) è un ex cestista camerunese.

## Carriera
Dopo aver giocato a livello liceale per la Archbishop Carroll High School di Washington, D.C. è passato alla Georgetown University dove ha trascorso quattro stagioni agonistiche totalizzando una media di 9,6 punti e 7 rimbalzi a partita. Finita la carriera NCAA è stato scelto dalla NBA nel draft 2001, al secondo giro con il numero 21 dai Portland Trail Blazers.
Ha speso tre stagioni con la squadra dell'Oregon, giocando in verità pochissimo, 33 partite il primo anno, appena 2 il secondo e 9 il terzo per un totale di 43 punti segnati (media di 1 a partita). Chiusa l'avventura americana è iniziata quella europea che lo ha visto per ora protagonista nel campionato greco ed in quello tedesco.
Nel 2011 si ritira a causa di un problema cardiaco che gli impedisce di svolgere regolarmente l'attività professionistica.

## Palmarès
- Campionato tedesco: 1

EWE Baskets Oldenburg: 2008-09
- Supercoppa tedesca: 1

EWE Baskets Oldenburg: 2009